# Coryphantha werdermannii
Coryphantha werdermannii är en kaktusväxtart som beskrevs av Boed.. Coryphantha werdermannii ingår i släktet Coryphantha, och familjen kaktusväxter. Inga underarter finns listade i Catalogue of Life.